# 91
Het jaar 91 is het 91e jaar in de 1e eeuw volgens de christelijke jaartelling.

## Gebeurtenissen

### Italië
- Manius Acilius Glabrio en Marcus Ulpius Trajanus worden door de Senaat gekozen tot consul van het Imperium Romanum.
- Domitia Longina keert uit ballingschap terug in Rome en hernieuwd haar relatie met keizer Domitianus.
- Plinius de Jongere wordt benoemd tot tribunus plebis en maakt deel uit van de officiële rangorde in de magistratuur.

### China
- Keizer Han Hedi stelt Ban Chao aan tot "Protektor Generaal" van de Westelijke Gebieden en belast hem met de onderwerping van de Hunnen.